# Lumino City
Lumino City (с англ. — «Город Люмино», игра слов, т.к. luminosity с англ. — «освещённость») — инди-головоломка, доступная для мобильных устройств с операционными системами iOS, Android, персональных компьютеров с Windows, Mac OS. Игрок управляет персонажем по имени Люми с видом от третьего лица и решает головоломки. Игра примечательна тем, что все сцены создавались вручную с декорациями из картона, пластилина и прочих материалов, без применения компьютерной графики.

## Сюжет и игровой процесс
Игра представляет собой приключение-головоломку, игрок при помощи point-and-click управляет от третьего лица героиней по имени Люми. Согласно сюжету, дедушка главной героини внезапно исчезает. Люми отправляется в город на его поиски. Она должна преодолевать разного рода препятствия, разгадывать ребусы, головоломки, расспрашивать местных жителей. По мере прохождения, Люми открывает для себя новые районы городка, помогает жителям и решает конфликты, одновременно находя новые улики, указывающие на то, где может находиться её дедушка. Загадки не повторяются, решение может включать соединение проводов или механических деталей, участие в процессе обработки фотоматериалов, игру на аркадном автомате, перемещение линз в нужном направлении и другие действия. У игры нет ограничения во времени, также тут невозможно умереть и нет необходимости перепроходить уровень из-за ошибки.

## Разработка и выпуск
Разработкой игры занималась студия независимых разработчиков State of Play Games. Игра является продолжением ранее выпущенной игры Lume. Выход Lumino City состоялся для компьютеров с операционной системой OS X и Windows 3 декабря 2014 года, iOS 29 октября 2015 года и Android 13 апреля 2017 года.

Кадр из игры. Всё окружающее пространство представляет собой настоящие декорации

Идея создать приключенческую головоломку с минимальным использованием компьютерной графики пришла команде разработчиков уже  давно — ещё в 2011 году вышла игра под названием Lume, где также сцены включают модельныe помещения и локации, созданные из картона. Тогда разработчики хотели построить уменьшенный макет городка, но после работы с картонными коробками команда быстро поняла, что этот проект слишком амбициозный и рискованный, из-за чего решила ограничиться небольшой сценой из большой истории, где основное действие происходит в доме дедушки главной героини. Это помогло разработчикам развить предысторию игрового мира, понять, как персонажи, созданные с применением флеш-анимации, смогут передвигаться и взаимодействовать с «неграфическим» миром, и удостовериться, что Lume сможет найти свою игровую аудиторию. Таким образом, Lume представляет собой приквел, его успех стал толчком для разработки Lumino City.
На разработку игры ушло три года, что оказалось в два раза дольше, чем планировалось, также разработчики столкнулись с нехваткой ресурсов и денежных средств; завершению проекта помог удачный выпуск другой игры от State of Play Games — Kami, ставшей бестселлером в App Store.
Главная особенность игры заключается в фактическом отсутствии компьютерной графики. Для всех сцен из игры был создан миниатюрный модельный городок, который команда разработчиков строила вручную из картона, бумаги, пластилина, пластмассы и других подручных материалов в течение нескольких месяцев. Некоторые детали создавались при помощи лазерной резки, чтобы они выглядели более аккуратно и ровно. На ранних этапах обсуждения самой концепции игры рассматривался вариант использования трёхмерного мира с применением движка Unity, однако для создания качественного продукта требовалось бы больше бюджетных средств и опыт в программировании, которого команде не хватало. Сами персонажи сделаны при помощи flash-анимации, цвет управляемого персонажа изменяется в зависимости от его положения относительно источников света, это было сделано с целью сохранить цветопостоянство и придать сценам реалистичность. Во время строительства городка множество раз вставал вопрос, с какого ракурса стоит снимать сцену, чтобы в кадр попало как можно больше мелких деталей. Создатели также хотели сделать акцент на некоторых деталях, так было решено снимать сцены с низкой глубиной резкости, чтобы окружающий фон выглядел размытым. Команда досконально спланировала движение камеры для каждой сцены. Затем все сцены сняла профессиональная студия, это заняло один день. Для придания большей реалистичности окружающему пространству было решено отказаться от покадровой съёмки, так, например, движение вращающихся объектов было создано с помощью мотора, взятого из микроволновой печи.

## Критика
| Сводный рейтинг    | Сводный рейтинг        |
| Агрегатор          | Оценка                 |
| ------------------ | ---------------------- |
| Metacritic         | iOS: 75/100 PC: 70/100 |
| Иноязычные издания |                        |
| Издание            | Оценка                 |
| TouchArcade        | iOS:                   |

Игра Lumino City была номинирована на фестивале независимых игр в категории «Выдающиеся достижения в области изобразительного искусства». В 2015 году игра получила премию Британской Академии в области видеоигр в категории «Художественное достижение», а также была номинирована в категории «Британская игра года» и «Инновационная игра».
Критики дали игре неоднозначную оценку, часть рецензентов оставила хвалебные отзывы, другая часть — сдержанные и отрицательные. Все критики положительно отметили стиль и визуальное качество Lumino City, однако оценки игрового процесса были смешанные.
Кристина Чан из Appadvice дала игре 10 баллов из 10. Она заметила, что пробовала сотни игр в App Store, но впервые столкнулась с игрой, обладающей настолько оригинальным и неповторимым визуальным стилем. «Цвета в игре насыщенные и яркие, всё текстурировано и детализировано. Вся анимация плавная и пластичная, а причудливый саундтрек на заднем плане — просто услада для ушей». Рецензентка также заметила, что управление в игре просто и понятно, «головоломки — потрясающие, а сама история достаточно захватывающая». Тревор Шеридан из Applenapps писал, что Lumino City — это, «прежде всего, красивая игра, созданная при помощи объектов из реального мира, включая бумагу, картон, миниатюрные предметы и многое другое. Это мир ручной работы, который прекрасно выглядит в цифровом формате, а взаимодействие с ним — сплошное удовольствие». Критик также похвалил головоломки и их разнообразие. Надя Оксфорд из 148Apps, как и другие рецензенты, указала на уникальные визуальные эффекты Lumino City, посоветовала играть в неё на телефоне с большим экраном или на планшете из-за обилия мелких деталей, а также отметила линейность игры.
Другая группа критиков оставила сдержанные отзывы, в частности Дженнифер Аллен из GameZebo заметила, что геймплей Lumino City беден, а головоломки неудобно решать. Тем не менее, она сочла, что это можно простить за качество картинки, похожее на LittleBigPlanet. Дженнифер заметила, что игра слишком линейна и предлагает настолько огромное количество головоломок, что становится скорее похожа на игру профессора Лейтона, чем на приключение. Необходимость шаг за шагом решать по головоломке создаёт ощущение скованности, отчего игра выглядит менее захватывающей, — указала она, отметив также периодически возникающие проблемы с управлением и взаимодействием с предметами. В заключение Дженнифер сказала, что Lumino City — прежде всего игра, которая очаровывает своей внешностью, а не глубиной, «она почти что стала по-особенному хорошей игрой, но не справилась с этим». Отрицательный обзор оставил Таннер Хендриксон из Pocket Tactics. По его словам, несмотря на великолепную визуальную составляющую, сама игра и её головоломки утомительны, вторичны, глупы и часто слишком сложны для игрока. «Большинство из головоломок можно включить в категорию складывание ханойской башни, которые почему-то так любят многие приключенческие игры; механика такой головоломки понятна сразу же, в отличие от решения». Таннер в общем назвал головоломки утомительными, «от напряжённого вглядывания в экран глаза начинают болеть», как и сам геймплей игры, что подорвало его впечатление от игры.